# Christian Poulsen
Christian Bjørnshøj Poulsen (Asnæs, 28 febbraio 1980) è un allenatore di calcio ed ex calciatore danese, di ruolo centrocampista.
È uno dei soli quattro calciatori, insieme all'olandese Justin Kluivert, al rumeno Florin Răducioiu e al montenegrino Stevan Jovetić, ad aver militato nei cinque principali campionati europei (Primera División, Premier League, Serie A, Bundesliga e Ligue 1).

## Caratteristiche tecniche
Classico mediano, la sua posizione preferita era quella di interno di centrocampo, con compiti prevalentemente di copertura. Talvolta, per il discreto temperamento in fase difensiva, era stato impiegato anche come centrale o laterale in una difesa a quattro.

## Carriera

### Club

#### Inizi
Inizia a giocare molto giovane nel club della sua città natale, l'Asnæs Boldklub. Nel 1995 passa nel club amatoriale dell'Holbæk B&I, dove debutta nella squadra senior a 17 anni.

#### Copenaghen
Nel settembre del 2000 svolge un provino per il Copenaghen, uno dei principali club della Superliga danese, siglando il suo primo contratto da professionista dopo meno di una settimana. Riesce a sfondare in Danimarca quando assume un ruolo fondamentale nel centrocampo dei Løverne, sfruttando anche i problemi cardiaci del nazionale norvegese Ståle Solbakken nel marzo del 2001 e contribuendo alla vittoria della Superliga 2000-2001.
Dopo un buon inizio nella stagione successiva, viene convocato dalla Nazionale maggiore dal CT Morten Olsen. Il Copenaghen finisce secondo nella Superliga, a pari punti con il Brøndby vincitore.

#### Schalke 04

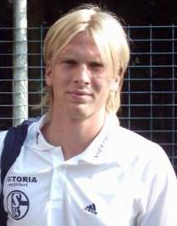
Poulsen durante il suo periodo allo.

Dopo il Mondiale del 2002 viene acquistato per 7,7 milioni di euro dai tedeschi dello Schalke 04, dove cerca di prendere la posizione lasciata libera dal veterano Jiří Němec e dove trova il connazionale Ebbe Sand. Nella prima stagione disputa 24 gare giocando la maggior parte delle partite come difensore piuttosto che come centrocampista, sia nel club che in Nazionale.
Le sue prestazioni nelle stagioni successive gli permettono di vincere il premio di calciatore danese dell'anno nel 2005.

#### Siviglia
Nel 2006 il contratto con lo Schalke scade e, dopo alcuni accostamenti a squadre italiane come Inter e Milan, firma un contratto con gli spagnoli del Siviglia, vincitori uscenti della Coppa UEFA 2005-2006, durante la quale avevano estromesso proprio lo Schalke.
Nel match di esordio contribuisce alla vittoria in Supercoppa Europea per 3-0 contro il Barcellona, diventando per la seconda volta consecutiva il calciatore danese dell'anno.
Nella prima stagione spagnola disputa 32 gare realizzando una rete ed aiuta il Siviglia a riconfermare il titolo UEFA, rivincendo l'edizione 2006-2007 della Coppa UEFA. In seguito vince anche la Coppa del Re e la Supercoppa di Spagna.

#### Juventus
Il 14 luglio 2008 firma un contratto quadriennale con la Juventus, che lo acquista per 9,85 milioni di euro. Il suo arrivo non viene ben accolto dai tifosi bianconeri, contrari all'acquisto, ma ben presto la tifoseria si rassegna, come sottolineato da uno striscione che dà il benvenuto al giocatore danese, esposto durante il ritiro a Pinzolo.
Gioca la prima partita ufficiale con la maglia bianconera il 13 agosto nella gara di andata del Terzo turno preliminare della UEFA Champions League 2008-2009, disputata a Torino contro l'Artmedia Bratislava e vinta 4-0, mentre il 31 agosto debutta in Serie A nel pareggio esterno per 1-1 contro la Fiorentina. Le prime gare sono confortanti, in una partita contro l'Udinese fornisce infatti un assist per il gol di Amauri e centra in pieno un palo con un potente e preciso tiro dalla distanza. Il 18 ottobre, durante la gara contro il Napoli, dopo aver servito l'assist per il gol di Amauri, subisce uno stiramento al muscolo retto inferiore della coscia destra, che lo costringe ad uno stop di circa due mesi Torna in campo l'11 gennaio 2009, negli ultimi minuti della partita di campionato contro il Siena. L'8 febbraio 2009 mette a segno il suo primo gol (che risulterà poi anche l'unico) sia in Serie A che con la maglia della Juventus negli ultimi minuti di Catania-Juventus (1-2), permettendo alla sua squadra di vincere.
Inizia la stagione successiva come riserva, visto che il nuovo acquisto, il brasiliano Melo, occupa la sua stessa posizione in campo, quella di mediano davanti alla difesa. Tuttavia, a causa dei molteplici infortuni di Sissoko e Marchisio, viene spesso chiamato in causa, sia come interno di centrocampo nel rombo, sia come mediano nel 4-2-3-1.

#### Liverpool
Nell'agosto del 2010 viene ceduto dalla Juventus al Liverpool per l'importo di 5,475 milioni di euro.

#### Evian-Tg
Il 31 agosto 2011 lascia il Liverpool per aggregarsi alle file dell'Evian-Tg, squadra neopromossa nella Ligue 1 francese, diventando così il secondo calciatore, dopo Florin Răducioiu, ad aver giocato nei cinque principali campionati europei (Inghilterra, Spagna, Germania, Francia e Italia).

#### Ajax
Il 22 agosto 2012 firma un contratto biennale con l'Ajax. Debutta con la nuova maglia il 15 settembre da titolare nella sfida vinta per 2-0 contro il Waalwijk. Il 5 maggio vince il suo primo campionato olandese con l'Ajax. Conclude la stagione con 37 presenze totali.
Nella stagione successiva segna il primo gol con la maglia dell'Ajax, il 13 aprile nella vittoria per 3-2 contro l'ADO Den Haag. A fine anno si laurea per la seconda volta di fila campione dei Paesi Bassi.

#### Ritorno al Copenaghen
Il 30 settembre 2014 da svincolato firma un contratto con il Copenaghen, torna così a giocare in Danimarca dopo 12 stagioni. Gioca 16 partite di campionato prima di rimanere svincolato.

### Nazionale

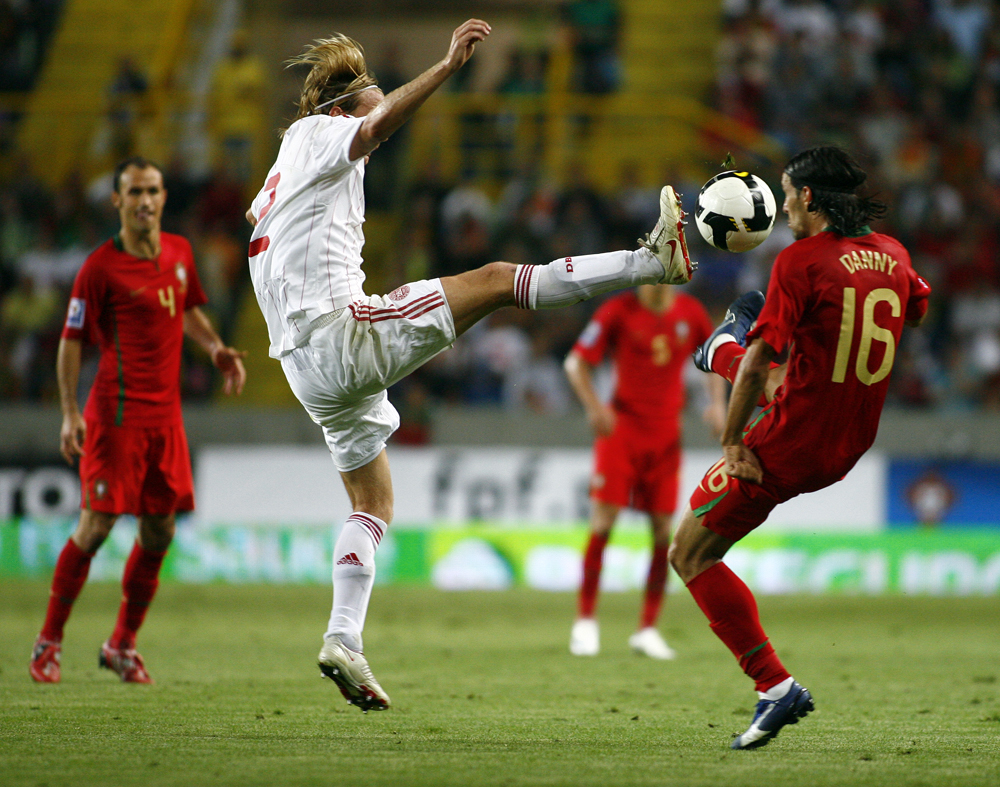
Poulsen in azione con la maglia della

Nel settembre del 1998 viene convocato nella Nazionale Under-19, con la quale disputa 4 gare.
Debutta in Nazionale maggiore il 10 novembre 2001 nel pareggio 1-1 contro i Paesi Bassi. Il suo primo gol con la maglia danese arriva il 26 marzo 2005 contro il Kazakistan in una partita di qualificazioni ai Mondiali 2006. È stato convocato per i Mondiali del 2002 ed agli Europei del 2004, dove fu protagonista di un episodio: durante la partita tra Italia e Danimarca, in seguito alla sua marcatura strettissima, ricevette uno sputo in faccia da Francesco Totti, poi squalificato per tre turni.

### Dopo il ritiro
Ritiratosi il 29 dicembre 2016 e ottenuto il patentino da allenatore UEFA A, il 18 settembre 2018 entra nello staff tecnico della prima squadra dell’Ajax come stagista. Il 19 marzo 2019 l’Ajax annuncia che a partire dalla stagione seguente Poulsen sarà promosso vice allenatore di Erik ten Hag in prima squadra al posto di Alfred Schreuder.
Nel settembre del 2021 diventa vice di Kasper Hjulmand, CT della nazionale danese, incarico che lascia nell'agosto 2024.

## Statistiche

### Presenze e reti nei club
Statistiche aggiornate al 3 maggio 2014
| Stagione          | Squadra           | Campionato        | Campionato | Campionato | Coppe nazionali | Coppe nazionali | Coppe nazionali | Coppe continentali | Coppe continentali | Coppe continentali | Altre coppe | Altre coppe | Altre coppe | Totale | Totale |
| Stagione          | Squadra           | Comp              | Pres       | Reti       | Comp            | Pres            | Reti            | Comp               | Pres               | Reti               | Comp        | Pres        | Reti        | Pres   | Reti   |
| ----------------- | ----------------- | ----------------- | ---------- | ---------- | --------------- | --------------- | --------------- | ------------------ | ------------------ | ------------------ | ----------- | ----------- | ----------- | ------ | ------ |
| 1997-1998         | Holbæk B&I        | SL                | 18         | 0          | CD              | 0               | 0               | -                  | -                  | -                  | -           | -           | -           | 18     | 0      |
| 1998-1999         | Holbæk B&I        | SL                | 25         | 0          | CD              | 0               | 0               | -                  | -                  | -                  | -           | -           | -           | 25     | 0      |
| 1999-2000         | Holbæk B&I        | SL                | 29         | 0          | CD              | 0               | 0               | -                  | -                  | -                  | -           | -           | -           | 29     | 0      |
| 2000-2001         | Holbæk B&I        | SL                | 11         | 7          | CD              | 0               | 0               | -                  | -                  | -                  | -           | -           | -           | 11     | 7      |
| Totale Holbæk B&I | Totale Holbæk B&I | Totale Holbæk B&I | 83         | 7          |                 | 0               | 0               |                    |                    |                    |             |             |             | 83     | 7      |
| ago. 2000-2001    | Copenaghen        | SL                | 15         | 2          | CD              | 0               | 0               | -                  | -                  | -                  | -           | -           | -           | 15     | 2      |
| 2001-2002         | Copenaghen        | SL                | 30         | 9          | CD              | 4               | 0               | UCL+CU             | 1+3                | 0+0                | SD          | ?           | ?           | 38     | 9      |
| Totale Copenaghen | Totale Copenaghen | Totale Copenaghen | 45         | 11         |                 | 4               | 0               |                    | 4                  | 0                  |             | ?           | ?           | 53     | 11     |
| 2002-2003         | Schalke 04        | BL                | 24         | 1          | CG              | 2               | 0               | CU                 | 5                  | 2                  | SG          | 2           | 0           | 33     | 3      |
| 2003-2004         | Schalke 04        | BL                | 27         | 0          | CG              | 2               | 1               | Int+CU             | 1+2                | 0+0                | -           | -           | -           | 32     | 1      |
| 2004-2005         | Schalke 04        | BL                | 32         | 0          | CG              | 6               | 0               | Int+CU             | 0+8                | 0+0                | -           | -           | -           | 46     | 0      |
| 2005-2006         | Schalke 04        | BL                | 28         | 2          | CG              | 2               | 0               | UCL+CU             | 6+8                | 1+0                | SG          | 2           | 0           | 46     | 3      |
| Totale Schalke 04 | Totale Schalke 04 | Totale Schalke 04 | 111        | 3          |                 | 12              | 1               |                    | 30                 | 3                  |             | 4           | 0           | 157    | 7      |
| 2006-2007         | Siviglia          | PD                | 33         | 1          | CR              | 5               | 0               | CU                 | 15                 | 1                  | SU          | 1           | 0           | 54     | 2      |
| 2007-2008         | Siviglia          | PD                | 29         | 3          | CR              | 2               | 0               | UCL                | 9                  | 0                  | SS+SU       | 1+1         | 0+0         | 42     | 3      |
| Totale Siviglia   | Totale Siviglia   | Totale Siviglia   | 62         | 4          |                 | 7               | 0               |                    | 24                 | 1                  |             | 3           | 0           | 96     | 5      |
| 2008-2009         | Juventus          | A                 | 23         | 1          | CI              | 3               | 0               | UCL                | 3                  | 0                  | -           | -           | -           | 29     | 1      |
| 2009-2010         | Juventus          | A                 | 25         | 0          | CI              | 0               | 0               | UCL+UEL            | 5+1                | 0+0                | -           | -           | -           | 31     | 0      |
| Totale Juventus   | Totale Juventus   | Totale Juventus   | 48         | 1          |                 | 3               | 0               |                    | 9                  | 0                  |             |             |             | 60     | 1      |
| 2010-2011         | Liverpool         | PL                | 12         | 0          | FACup+CdL       | 0+0             | 0+0             | UEL                | 9                  | 0                  | -           | -           | -           | 21     | 0      |
| 2011-2012         | Évian TG          | L1                | 24         | 0          | CF+CdLF         | 3+0             | 0+0             | -                  | -                  | -                  | -           | -           | -           | 27     | 0      |
| 2012-2013         | Ajax              | ED                | 25         | 0          | CO              | 4               | 0               | UCL+UEL            | 6+2                | 0+0                | SO          | 0           | 0           | 37     | 0      |
| 2013-2014         | Ajax              | ED                | 29         | 1          | CO              | 6               | 0               | UCL+UEL            | 6+2                | 0                  | SO          | 0           | 0           | 43     | 1      |
| Totale Ajax       | Totale Ajax       | Totale Ajax       | 54         | 1          |                 | 10              | 0               |                    | 16                 | 0                  |             | 0           | 0           | 80     | 1      |
| 2014-2015         | Copenaghen        | A                 | 16         | 1          | CD              | 5               | 0               | -                  | -                  | -                  | -           | -           | -           | 21     | 1      |
| Totale carriera   | Totale carriera   | Totale carriera   | 455        | 28         |                 | 44              | 1               |                    | 98                 | 4                  |             | 7           | 0           | 598    | 33     |

### Cronologia presenze e reti in Nazionale
| Cronologia completa delle presenze e delle reti in nazionale ― Danimarca | Cronologia completa delle presenze e delle reti in nazionale ― Danimarca | Cronologia completa delle presenze e delle reti in nazionale ― Danimarca | Cronologia completa delle presenze e delle reti in nazionale ― Danimarca | Cronologia completa delle presenze e delle reti in nazionale ― Danimarca | Cronologia completa delle presenze e delle reti in nazionale ― Danimarca | Cronologia completa delle presenze e delle reti in nazionale ― Danimarca | Cronologia completa delle presenze e delle reti in nazionale ― Danimarca |
| Data                                                                     | Città                                                                    | In casa                                                                  | Risultato                                                                | Ospiti                                                                   | Competizione                                                             | Reti                                                                     | Note                                                                     |
| ------------------------------------------------------------------------ | ------------------------------------------------------------------------ | ------------------------------------------------------------------------ | ------------------------------------------------------------------------ | ------------------------------------------------------------------------ | ------------------------------------------------------------------------ | ------------------------------------------------------------------------ | ------------------------------------------------------------------------ |
| 10-11-2001                                                               | Copenaghen                                                               | Danimarca                                                                | 1 – 1                                                                    | Paesi Bassi                                                              | Amichevole                                                               | -                                                                        |                                                                          |
| 27-3-2002                                                                | Dublino                                                                  | Irlanda                                                                  | 3 – 0                                                                    | Danimarca                                                                | Amichevole                                                               | -                                                                        |                                                                          |
| 17-4-2002                                                                | Copenaghen                                                               | Danimarca                                                                | 3 – 1                                                                    | Israele                                                                  | Amichevole                                                               | -                                                                        |                                                                          |
| 26-5-2002                                                                | Wakayama                                                                 | Danimarca                                                                | 2 – 1                                                                    | Tunisia                                                                  | Amichevole                                                               | -                                                                        |                                                                          |
| 1-6-2002                                                                 | Ulsan                                                                    | Danimarca                                                                | 2 – 1                                                                    | Uruguay                                                                  | Mondiali 2002 - 1º turno                                                 | -                                                                        |                                                                          |
| 6-6-2002                                                                 | Taegu                                                                    | Danimarca                                                                | 1 – 1                                                                    | Senegal                                                                  | Mondiali 2002 - 1º turno                                                 | -                                                                        | 62’ 84’                                                                  |
| 11-6-2002                                                                | Incheon                                                                  | Danimarca                                                                | 2 – 0                                                                    | Francia                                                                  | Mondiali 2002 - 1º turno                                                 | -                                                                        | 27’ 76’                                                                  |
| 21-8-2002                                                                | Glasgow                                                                  | Scozia                                                                   | 0 – 1                                                                    | Danimarca                                                                | Amichevole                                                               | -                                                                        |                                                                          |
| 7-9-2002                                                                 | Oslo                                                                     | Norvegia                                                                 | 2 – 2                                                                    | Danimarca                                                                | Qual. Euro 2004                                                          | -                                                                        |                                                                          |
| 12-10-2002                                                               | Copenaghen                                                               | Danimarca                                                                | 2 – 0                                                                    | Lussemburgo                                                              | Qual. Euro 2004                                                          | -                                                                        |                                                                          |
| 20-11-2002                                                               | Copenaghen                                                               | Danimarca                                                                | 2 – 0                                                                    | Polonia                                                                  | Amichevole                                                               | -                                                                        |                                                                          |
| 12-2-2003                                                                | Il Cairo                                                                 | Egitto                                                                   | 1 – 4                                                                    | Danimarca                                                                | Amichevole                                                               | -                                                                        |                                                                          |
| 29-3-2003                                                                | Bucarest                                                                 | Romania                                                                  | 2 – 5                                                                    | Danimarca                                                                | Qual. Euro 2004                                                          | -                                                                        |                                                                          |
| 20-8-2003                                                                | Copenaghen                                                               | Danimarca                                                                | 1 – 1                                                                    | Finlandia                                                                | Amichevole                                                               | -                                                                        |                                                                          |
| 10-9-2003                                                                | Copenaghen                                                               | Danimarca                                                                | 2 – 2                                                                    | Romania                                                                  | Qual. Euro 2004                                                          | -                                                                        |                                                                          |
| 11-10-2003                                                               | Sarajevo                                                                 | Bosnia ed Erzegovina                                                     | 1 – 1                                                                    | Danimarca                                                                | Qual. Euro 2004                                                          | -                                                                        |                                                                          |
| 30-5-2004                                                                | Tallinn                                                                  | Estonia                                                                  | 2 – 2                                                                    | Danimarca                                                                | Amichevole                                                               | -                                                                        |                                                                          |
| 5-6-2004                                                                 | Copenaghen                                                               | Danimarca                                                                | 1 – 2                                                                    | Croazia                                                                  | Amichevole                                                               | -                                                                        |                                                                          |
| 14-6-2004                                                                | Guimarães                                                                | Danimarca                                                                | 0 – 0                                                                    | Italia                                                                   | Euro 2004 - 1º turno                                                     | -                                                                        |                                                                          |
| 22-6-2004                                                                | Porto                                                                    | Danimarca                                                                | 2 – 2                                                                    | Svezia                                                                   | Euro 2004 - 1º turno                                                     | -                                                                        |                                                                          |
| 27-6-2004                                                                | Porto                                                                    | Danimarca                                                                | 0 – 3                                                                    | Rep. Ceca                                                                | Euro 2004 - Quarti di finale                                             | -                                                                        | 51’                                                                      |
| 18-8-2004                                                                | Poznań                                                                   | Polonia                                                                  | 1 – 5                                                                    | Danimarca                                                                | Amichevole                                                               | -                                                                        |                                                                          |
| 4-9-2004                                                                 | Copenaghen                                                               | Danimarca                                                                | 1 – 1                                                                    | Ucraina                                                                  | Qual. Mondiali 2006                                                      | -                                                                        |                                                                          |
| 9-10-2004                                                                | Tirana                                                                   | Albania                                                                  | 0 – 2                                                                    | Danimarca                                                                | Qual. Mondiali 2006                                                      | -                                                                        |                                                                          |
| 13-10-2004                                                               | Copenaghen                                                               | Danimarca                                                                | 1 – 1                                                                    | Turchia                                                                  | Qual. Mondiali 2006                                                      | -                                                                        |                                                                          |
| 17-11-2004                                                               | Tbilisi                                                                  | Georgia                                                                  | 2 – 2                                                                    | Danimarca                                                                | Qual. Mondiali 2006                                                      | -                                                                        |                                                                          |
| 9-2-2005                                                                 | Atene                                                                    | Grecia                                                                   | 2 – 1                                                                    | Danimarca                                                                | Qual. Mondiali 2006                                                      | -                                                                        |                                                                          |
| 26-3-2005                                                                | Copenaghen                                                               | Danimarca                                                                | 3 – 0                                                                    | Kazakistan                                                               | Qual. Mondiali 2006                                                      | 1                                                                        |                                                                          |
| 30-3-2005                                                                | Kiev                                                                     | Ucraina                                                                  | 1 – 0                                                                    | Danimarca                                                                | Qual. Mondiali 2006                                                      | -                                                                        |                                                                          |
| 2-6-2005                                                                 | Tampere                                                                  | Finlandia                                                                | 1 – 0                                                                    | Danimarca                                                                | Amichevole                                                               | -                                                                        |                                                                          |
| 8-6-2005                                                                 | Copenaghen                                                               | Danimarca                                                                | 3 – 1                                                                    | Albania                                                                  | Qual. Mondiali 2006                                                      | -                                                                        |                                                                          |
| 17-8-2005                                                                | Copenaghen                                                               | Danimarca                                                                | 4 – 1                                                                    | Inghilterra                                                              | Amichevole                                                               | -                                                                        |                                                                          |
| 3-9-2005                                                                 | Istanbul                                                                 | Turchia                                                                  | 2 – 2                                                                    | Danimarca                                                                | Qual. Mondiali 2006                                                      | -                                                                        | 70’                                                                      |
| 7-9-2005                                                                 | Copenaghen                                                               | Danimarca                                                                | 6 – 1                                                                    | Georgia                                                                  | Qual. Mondiali 2006                                                      | 1                                                                        |                                                                          |
| 8-10-2005                                                                | Copenaghen                                                               | Danimarca                                                                | 1 – 0                                                                    | Grecia                                                                   | Qual. Mondiali 2006                                                      | -                                                                        |                                                                          |
| 12-10-2005                                                               | Almaty                                                                   | Kazakistan                                                               | 1 – 2                                                                    | Danimarca                                                                | Qual. Mondiali 2006                                                      | -                                                                        | 26’                                                                      |
| 1-3-2006                                                                 | Tel Aviv                                                                 | Israele                                                                  | 0 – 2                                                                    | Danimarca                                                                | Amichevole                                                               | -                                                                        |                                                                          |
| 27-5-2006                                                                | Aarhus                                                                   | Danimarca                                                                | 1 – 1                                                                    | Paraguay                                                                 | Amichevole                                                               | -                                                                        |                                                                          |
| 31-5-2006                                                                | Lens                                                                     | Francia                                                                  | 2 – 0                                                                    | Danimarca                                                                | Amichevole                                                               | -                                                                        |                                                                          |
| 1-9-2006                                                                 | Copenaghen                                                               | Danimarca                                                                | 4 – 2                                                                    | Portogallo                                                               | Amichevole                                                               | -                                                                        | 46’ 62’                                                                  |
| 6-9-2006                                                                 | Reykjavík                                                                | Islanda                                                                  | 0 – 2                                                                    | Danimarca                                                                | Qual. Euro 2008                                                          | -                                                                        |                                                                          |
| 7-10-2006                                                                | Copenaghen                                                               | Danimarca                                                                | 0 – 0                                                                    | Irlanda del Nord                                                         | Qual. Euro 2008                                                          | -                                                                        |                                                                          |
| 11-10-2006                                                               | Vaduz                                                                    | Liechtenstein                                                            | 0 – 4                                                                    | Danimarca                                                                | Qual. Euro 2008                                                          | -                                                                        |                                                                          |
| 15-11-2006                                                               | Praga                                                                    | Rep. Ceca                                                                | 1 – 1                                                                    | Danimarca                                                                | Amichevole                                                               | -                                                                        | 58’                                                                      |
| 6-2-2007                                                                 | Londra                                                                   | Danimarca                                                                | 3 – 1                                                                    | Australia                                                                | Amichevole                                                               | -                                                                        |                                                                          |
| 24-3-2007                                                                | Madrid                                                                   | Spagna                                                                   | 2 – 1                                                                    | Danimarca                                                                | Qual. Euro 2008                                                          | -                                                                        |                                                                          |
| 28-3-2007                                                                | Duisburg                                                                 | Germania                                                                 | 0 – 1                                                                    | Danimarca                                                                | Amichevole                                                               | -                                                                        |                                                                          |
| 2-6-2007                                                                 | Copenaghen                                                               | Danimarca                                                                | 0 – 3 tav                                                                | Svezia                                                                   | Qual. Euro 2008                                                          | -                                                                        | 89’                                                                      |
| 13-10-2007                                                               | Aarhus                                                                   | Danimarca                                                                | 1 – 3                                                                    | Spagna                                                                   | Qual. Euro 2008                                                          | -                                                                        |                                                                          |
| 17-10-2007                                                               | Copenaghen                                                               | Danimarca                                                                | 3 – 1                                                                    | Lettonia                                                                 | Qual. Euro 2008                                                          | -                                                                        |                                                                          |
| 17-11-2007                                                               | Belfast                                                                  | Irlanda del Nord                                                         | 2 – 1                                                                    | Danimarca                                                                | Qual. Euro 2008                                                          | -                                                                        |                                                                          |
| 21-11-2007                                                               | Copenaghen                                                               | Danimarca                                                                | 4 – 0                                                                    | Islanda                                                                  | Qual. Euro 2008                                                          | -                                                                        |                                                                          |
| 6-2-2008                                                                 | Nova Gorica                                                              | Slovenia                                                                 | 1 – 2                                                                    | Danimarca                                                                | Amichevole                                                               | -                                                                        |                                                                          |
| 26-3-2008                                                                | Herning                                                                  | Danimarca                                                                | 1 – 1                                                                    | Rep. Ceca                                                                | Amichevole                                                               | -                                                                        |                                                                          |
| 29-5-2008                                                                | Eindhoven                                                                | Paesi Bassi                                                              | 1 – 1                                                                    | Danimarca                                                                | Amichevole                                                               | 1                                                                        |                                                                          |
| 1-6-2008                                                                 | Chorzów                                                                  | Polonia                                                                  | 1 – 1                                                                    | Danimarca                                                                | Amichevole                                                               | -                                                                        | Ammonizione                                                              |
| 20-8-2008                                                                | Copenaghen                                                               | Danimarca                                                                | 0 – 3                                                                    | Spagna                                                                   | Amichevole                                                               | -                                                                        |                                                                          |
| 6-9-2008                                                                 | Budapest                                                                 | Ungheria                                                                 | 0 – 0                                                                    | Danimarca                                                                | Qual. Mondiali 2010                                                      | -                                                                        | 75’                                                                      |
| 10-9-2008                                                                | Lisbona                                                                  | Portogallo                                                               | 2 – 3                                                                    | Danimarca                                                                | Qual. Mondiali 2010                                                      | 1                                                                        |                                                                          |
| 11-10-2008                                                               | Copenaghen                                                               | Danimarca                                                                | 3 – 0                                                                    | Malta                                                                    | Qual. Mondiali 2010                                                      | -                                                                        |                                                                          |
| 11-2-2009                                                                | Il Pireo                                                                 | Grecia                                                                   | 1 – 1                                                                    | Danimarca                                                                | Amichevole                                                               | -                                                                        |                                                                          |
| 28-3-2009                                                                | Ta' Qali                                                                 | Malta                                                                    | 0 – 3                                                                    | Danimarca                                                                | Qual. Mondiali 2010                                                      | -                                                                        |                                                                          |
| 1-4-2009                                                                 | Copenaghen                                                               | Danimarca                                                                | 3 – 0                                                                    | Albania                                                                  | Qual. Mondiali 2010                                                      | 1                                                                        |                                                                          |
| 6-6-2009                                                                 | Solna                                                                    | Svezia                                                                   | 0 – 1                                                                    | Danimarca                                                                | Qual. Mondiali 2010                                                      | -                                                                        |                                                                          |
| 12-8-2009                                                                | Brøndby                                                                  | Danimarca                                                                | 1 – 2                                                                    | Cile                                                                     | Amichevole                                                               | -                                                                        | 71’                                                                      |
| 5-9-2009                                                                 | Copenaghen                                                               | Danimarca                                                                | 1 – 1                                                                    | Portogallo                                                               | Qual. Mondiali 2010                                                      | -                                                                        |                                                                          |
| 9-9-2009                                                                 | Tirana                                                                   | Albania                                                                  | 1 – 1                                                                    | Danimarca                                                                | Qual. Mondiali 2010                                                      | -                                                                        |                                                                          |
| 10-10-2009                                                               | Copenaghen                                                               | Danimarca                                                                | 1 – 0                                                                    | Svezia                                                                   | Qual. Mondiali 2010                                                      | -                                                                        |                                                                          |
| 14-10-2009                                                               | Copenaghen                                                               | Danimarca                                                                | 0 – 1                                                                    | Ungheria                                                                 | Qual. Mondiali 2010                                                      | -                                                                        |                                                                          |
| 14-11-2009                                                               | Esbjerg                                                                  | Danimarca                                                                | 0 – 0                                                                    | Corea del Sud                                                            | Amichevole                                                               | -                                                                        |                                                                          |
| 18-11-2009                                                               | Aarhus                                                                   | Danimarca                                                                | 3 – 1                                                                    | Stati Uniti                                                              | Amichevole                                                               | -                                                                        |                                                                          |
| 27-5-2010                                                                | Aalborg                                                                  | Danimarca                                                                | 2 – 0                                                                    | Senegal                                                                  | Amichevole                                                               | 1                                                                        |                                                                          |
| 1-6-2010                                                                 | Johannesburg                                                             | Australia                                                                | 1 – 0                                                                    | Danimarca                                                                | Amichevole                                                               | -                                                                        | 79’                                                                      |
| 5-6-2010                                                                 | Pretoria                                                                 | Sudafrica                                                                | 1 – 0                                                                    | Danimarca                                                                | Amichevole                                                               | -                                                                        |                                                                          |
| 14-6-2010                                                                | Johannesburg                                                             | Paesi Bassi                                                              | 2 – 0                                                                    | Danimarca                                                                | Mondiali 2010 - 1º turno                                                 | -                                                                        |                                                                          |
| 19-6-2010                                                                | Pretoria                                                                 | Camerun                                                                  | 1 – 2                                                                    | Danimarca                                                                | Mondiali 2010 - 1º turno                                                 | -                                                                        |                                                                          |
| 24-6-2010                                                                | Rustenburg                                                               | Danimarca                                                                | 1 – 3                                                                    | Giappone                                                                 | Mondiali 2010 - 1º turno                                                 | -                                                                        | 48’                                                                      |
| 7-9-2010                                                                 | Copenaghen                                                               | Danimarca                                                                | 1 – 0                                                                    | Islanda                                                                  | Qual. Euro 2012                                                          | -                                                                        |                                                                          |
| 8-10-2010                                                                | Porto                                                                    | Portogallo                                                               | 3 – 1                                                                    | Danimarca                                                                | Qual. Euro 2012                                                          | -                                                                        |                                                                          |
| 12-10-2010                                                               | Copenaghen                                                               | Danimarca                                                                | 2 – 0                                                                    | Cipro                                                                    | Qual. Euro 2012                                                          | -                                                                        |                                                                          |
| 17-11-2010                                                               | Aarhus                                                                   | Danimarca                                                                | 0 – 0                                                                    | Rep. Ceca                                                                | Amichevole                                                               | -                                                                        | 69’                                                                      |
| 9-2-2011                                                                 | Copenaghen                                                               | Danimarca                                                                | 1 – 2                                                                    | Inghilterra                                                              | Amichevole                                                               | -                                                                        |                                                                          |
| 26-3-2011                                                                | Oslo                                                                     | Norvegia                                                                 | 1 – 1                                                                    | Danimarca                                                                | Qual. Euro 2012                                                          | -                                                                        | 70’                                                                      |
| 4-6-2011                                                                 | Reykjavík                                                                | Islanda                                                                  | 0 – 2                                                                    | Danimarca                                                                | Qual. Euro 2012                                                          | -                                                                        |                                                                          |
| 10-8-2011                                                                | Glasgow                                                                  | Scozia                                                                   | 2 – 1                                                                    | Danimarca                                                                | Amichevole                                                               | -                                                                        | 46’                                                                      |
| 7-10-2011                                                                | Nicosia                                                                  | Cipro                                                                    | 1 – 4                                                                    | Danimarca                                                                | Qual. Euro 2012                                                          | -                                                                        | 71’                                                                      |
| 11-10-2011                                                               | Copenaghen                                                               | Danimarca                                                                | 2 – 1                                                                    | Portogallo                                                               | Qual. Euro 2012                                                          | -                                                                        | 70’                                                                      |
| 11-11-2011                                                               | Copenaghen                                                               | Danimarca                                                                | 2 – 0                                                                    | Svezia                                                                   | Amichevole                                                               | -                                                                        | 83’                                                                      |
| 15-11-2011                                                               | Esbjerg                                                                  | Danimarca                                                                | 2 – 1                                                                    | Finlandia                                                                | Amichevole                                                               | -                                                                        | 46’                                                                      |
| 29-2-2012                                                                | Copenaghen                                                               | Danimarca                                                                | 0 – 2                                                                    | Russia                                                                   | Amichevole                                                               | -                                                                        | 76’                                                                      |
| 26-5-2012                                                                | Amburgo                                                                  | Danimarca                                                                | 1 – 3                                                                    | Brasile                                                                  | Amichevole                                                               | -                                                                        | 46’                                                                      |
| 17-6-2012                                                                | Leopoli                                                                  | Danimarca                                                                | 1 – 2                                                                    | Germania                                                                 | Euro 2012 - 1º turno                                                     | -                                                                        | 79’                                                                      |
| Totale                                                                   |                                                                          | Presenze                                                                 | 92                                                                       |                                                                          | Reti                                                                     | 6                                                                        |                                                                          |

## Palmarès

### Club

#### Competizioni nazionali
- Campionato danese: 1

Copenaghen: 2000-2001
- Coppa di Lega tedesca: 1

Schalke 04: 2005
- Coppa di Spagna: 1

Siviglia: 2006-2007
- Supercoppa di Spagna: 1

Siviglia: 2007
- Campionato olandese: 2

Ajax: 2012-2013, 2013-2014
- Supercoppa dei Paesi Bassi: 1

Ajax: 2013

#### Competizioni internazionali
- Coppa Intertoto UEFA: 2

Schalke 04: 2003, 2004
- Supercoppa UEFA: 1

Siviglia: 2006
- Coppa UEFA: 1

Siviglia: 2006-2007

### Individuale
- Calciatore danese dell'anno: 2

2005, 2006
- Calciatore danese dell'anno (DBU): 1

2006